# Libro bianco
Un libro bianco (dall'inglese white paper) è generalmente un rapporto ufficiale pubblicato da un governo nazionale o da un'organizzazione internazionale su un determinato argomento o settore di attività.
Nel marketing la parola può indicare anche un documento redatto da un professionista esperto di una materia che offre informazioni di qualità e di interesse ad un pubblico selezionato di utenti.
I libri bianchi vengono per lo più utilizzati come strumento per promuovere un prodotto o una tecnologia mostrandone le caratteristiche chiave, i possibili utilizzi e i punti di forza. Rappresentano altresì uno strumento informativo che può favorire l'evoluzione del mercato di riferimento nel caso di rilascio di nuovi prodotti o nuove qualità. Questa tecnica rientra nelle attività di link baiting.

## Nella politica
Il termine white paper ha avuto origine dal governo britannico e molti indicano il Churchill White Paper del 1922 come il primo esempio noto con questo nome. Gertrude Bell, l'esploratrice e diplomatica britannica, è stata la prima donna a scrivere un Libro bianco. Il suo rapporto di 149 pagine era intitolato "Review of the Civil Administration of Mesopotamia" ed è stato presentato al Parlamento nel 1920. Nel governo britannico è di solito la versione meno estesa del cosiddetto libro blu, entrambi i termini derivano dal colore della copertina del documento.
I libri bianchi sono uno "strumento di democrazia partecipativa ... non [un] impegno politico inalterabile".  "I libri bianchi hanno cercato di svolgere il duplice ruolo di presentare politiche di governo ferme e allo stesso tempo invitare opinioni su di esse".
In Canada un white paper è "un documento politico, approvato dal Gabinetto, presentato alla Camera dei comuni e messo a disposizione del grande pubblico". La "fornitura di informazioni politiche attraverso l'uso di libri bianchi e verdi può aiutare a creare una consapevolezza delle questioni politiche tra i parlamentari e il pubblico e incoraggiare uno scambio di informazioni e analisi. Possono anche servire come tecniche educative".
I libri bianchi sono un modo in cui il governo può presentare le preferenze politiche prima di introdurre la legislazione. La pubblicazione di un white paper mette alla prova l'opinione pubblica su questioni politiche controverse e aiuta il governo a valutare il suo probabile impatto.
Al contrario, i libri verdi, che vengono emessi molto più frequentemente, sono più aperti. Conosciuti anche come documenti di consultazione, i libri verdi possono semplicemente proporre una strategia da attuare nei dettagli di altre normative, oppure possono formulare proposte su cui il governo desidera ottenere opinioni e opinioni pubbliche.
Esempi di libri bianchi governativi includono, in Australia, il Libro bianco sulla piena occupazione e, nel Regno Unito, il Libro bianco del 1939 e il Libro bianco della difesa del 1966 .
Nella storia israeliana il Libro bianco del 1939 - che segna una brusca svolta contro il sionismo nella politica britannica e all'epoca accolto con grande rabbia dalla comunità ebraica Yishuv nella Palestina mandataria - è ricordato come " Il Libro bianco" (in ebraico Ha'Sefer Ha'Lavan הספר הלבן  - letteralmente "Il Libro Bianco").

## Nel marketing business-to-business
Dall'inizio degli anni '90, i termini "white paper" o "whitepaper" sono stati applicati ai documenti utilizzati come strumenti di marketing o di vendita negli affari. Questi white paper sono contenuti di lunga durata progettati per promuovere i prodotti o servizi di un'azienda specifica. Come strumento di marketing, questi documenti utilizzano fatti selezionati e argomenti logici per costruire un caso favorevole all'azienda che sponsorizza il documento.
I white paper B2B (business-to-business) vengono spesso utilizzati per generare un vantaggio nelle vendite, stabilire una leadership di pensiero, creare un business case, far crescere gli iscritti alla newsletter aziendale, aumentare l’interesse del pubblico, aumentare le vendite o informare e persuadere i lettori. Il pubblico per un white paper B2B può includere potenziali clienti, partner di canale, giornalisti, analisti, investitori o qualsiasi altra parte interessata.
I white paper sono considerati una forma di content marketing o inbound marketing; in altre parole, contenuti sponsorizzati disponibili sul web con o senza registrazione, destinati ad aumentare la visibilità dello sponsor nei risultati dei motori di ricerca e creare traffico web. Molti white paper B2B affermano che una particolare tecnologia , prodotto o metodologia è superiore a tutte le altre per risolvere un problema aziendale specifico. Possono anche presentare i risultati della ricerca, elencare una serie di domande o suggerimenti su un determinato problema aziendale o evidenziare un particolare prodotto o servizio di un fornitore.
Esistono, essenzialmente, tre tipi principali di white paper commerciali:
- Backgrounder: descrive i vantaggi tecnici o aziendali dell'offerta di un determinato fornitore; un prodotto, servizio o metodologia. Questo tipo di white paper è utilizzato al meglio per integrare il lancio di un prodotto, sostenere un caso aziendale o supportare una valutazione tecnica alla fine dell'imbuto di vendita o alla fine del percorso del cliente. Questo è il tipo meno impegnativo da produrre, poiché gran parte del contenuto è prontamente disponibile internamente allo sponsor.
- Elenco numerato: presenta una serie di suggerimenti, domande o punti su un determinato problema aziendale. Questo tipo è utilizzato al meglio per attirare l'attenzione con visioni nuove o provocatorie o per lanciare aspersioni sui concorrenti. Chiamato anche listicle, è il tipo più veloce da creare; un elenco numerato può spesso essere escogitato da una singola sessione di brainstorming e ogni elemento può essere presentato come un punto isolato, non parte di alcun argomento logico passo passo.
- Problema/soluzione: consiglia una soluzione nuova e migliorata a un fastidioso problema aziendale. Questo tipo è utilizzato al meglio per generare lead nella parte superiore dell'imbuto di vendita o all'inizio del percorso del cliente, costruire condivisione mentale o informare e persuadere le parti interessate, costruendo fiducia e credibilità nell'argomento[10]. Questo è il tipo più impegnativo da produrre, poiché richiede ricerche raccolte da fonti di terze parti e utilizzate come punti di prova nella costruzione di un argomento logico.

Sebbene un elenco numerato possa essere combinato con entrambi gli altri tipi, non è possibile combinare uno sfondo con un white paper di problemi/soluzioni. Mentre un backgrounder guarda dentro i dettagli di un particolare prodotto o servizio, un problema / soluzione guarda all'esterno un problema a livello di settore. È come guardare attraverso un microscopio e guardare attraverso un telescopio.

## Varianti
Esistono diverse variazioni sul tema del colore:
- Il Libro verde è una proposta o un documento consultivo piuttosto che essere autorevole o definitivo.

Altri due sono molto meno consolidati:
- Una carta blu stabilisce le specifiche tecniche di una tecnologia o di un dispositivo[11].
- Un foglio giallo è un documento contenente ricerche che non sono state ancora formalmente accettate o pubblicate in una rivista accademica. È sinonimo del termine prestampa più ampiamente utilizzato.